# 環球航空128號班機空難
環球航空128號班機空難是環球航空一班的來回洛杉磯至波士頓定期航班，1967年11月20日，一架康維爾880（Convair 880）客機墜毀於辛辛那堤/北肯塔基國際機場附近，造成70名乘客死亡。